# Xã Cedar, Quận Jackson, Kansas
Xã Cedar (tiếng Anh: Cedar Township) là một xã thuộc quận Jackson, tiểu bang Kansas, Hoa Kỳ. Năm 2010, dân số của xã này là 1.402 người.